# 調色盤 (電腦圖形學)
在電腦圖形學中，調色盤（英語：Palette）要麼是指用於數位圖像管理的給定有限顏色組（顏色表），要麼是螢幕上一組有限選擇的小圖形單元（諸如「工具選板」）。
根據上下文（工程師技術規範、廣告中、程式設計師手冊、圖形檔案規範、使用者手冊等），術語「調色盤」和相關術語，譬如「網頁調色盤」和「RGB調色盤」等，可以有稍微不同的含義。

## 另見
- 色彩深度
- 色彩空間
- 索引顏色